# Maripá
Maripá ist ein brasilianisches Munizip im Westen des Bundesstaats Paraná. Es hat 6.555 Einwohner (2022), die sich Maripaenser nennen. Seine Fläche beträgt 284 km². Es liegt 411 Meter über dem Meeresspiegel.

## Etymologie
Als Name wurde die Kurzform der Gesellschaft Industrial Madeireira Colonizadora Rio - Paraná S/A (Maripá) gewählt, die das Land ab Mitte des 20. Jahrhunderts erschloss und vermarktete.

## Geschichte

### Besiedlung
Um das Jahr 1905 begann das englische Unternehmen Anglo-Argentina Madeireira Rio Paraná mit Sitz in Buenos Aires mit der Abholzung und der Gewinnung der heimischen Herva Mate im Westen von Paraná.
Am Anfang kamen die Engländer und ließen sich in der Umgebung der heutigen Städte Porto Mendes (Distrikt von Marechal Cândido Rondon) und Guaíra nieder und gründeten Farmen wie Britânia und Matte Laranjeiras. Nach guten Erfahrungen mit dem Westen von Paraná beschloss das Unternehmen, den Namen Companhia Madeira Del Alto Paraná anzunehmen.
Am 13. Mai 1946 wurde durch den Zusammenschluss von Alberto Dal Canale Filho mit einer Gruppe deutschstämmiger Siedler, Kurt und Egon Bertch, Júlio Bastian, Alfredo Ruaro und Willy Barth, die neue Companhia Madeireira Rio Paraná - MARIPÁ gegründet. Diese kaufte die Fazenda Britânia von der Companhia Madeira Del Alto Paraná, die insgesamt 124.000 Alqueires (etwa 3.000 km²) besaß.
Die Gründung von Vila Maripá war für den 28. Mai 1953 geplant, musste aber wegen starker Regenfälle verschoben werden und fand erst am 4. Juni 1953 statt. Eine kleine Ansammlung von Hütten, umgeben von drei Rinderfarmen: Reunidas, Independente und Pentágono. Der Eigentümer der Kolonisationsgesellschaft und Gründer des Dorfes, Willy Barth, hatte große Pläne für sein Dorf und gab jedem seiner Angestellten ein Stück Land.
Die Wirtschaft des Dorfes basierte in der Anfangszeit auf der Gewinnung von Holz und dem damit verbundenen Holzhandel, einer Tätigkeit, die zu großem Wohlstand führte und Einwanderer aus Santa Catarina und Rio Grande do Sul anlockte.
Auf den ausgedehnten Flächen wurden die ersten Bohnen-, Reis-, Mais- und Maniokfelder angelegt. 1955 begann der Wirtschaftskreislauf mit der Schweinezucht, dem Maisanbau und der Fortführung der Holzgewinnung, die in den 1960er Jahren eine größere wirtschaftliche Bedeutung erlangte. In diesem Jahrzehnt beginnt der Zyklus der Minze und der Rindermast.
In den 1970er Jahren war die Infrastruktur bereits durch die vorherige Monokultur, der Gewinnung von Minzöl, geschaffen worden. Dann kamen die Mechanisierung und der große Aufschwung des Soja- und Weizenkreislaufs, die bis heute die Wirtschaft der Gemeinde prägen. Auch die Kaffeekultur hatte eine große Bedeutung für die Besiedlung der Region.
Der erste Einwohner der Stadt war Selvino Schimitz, der aus Santana do Livramento in Rio Grande do Sul stammte. Danach kamen auch andere Pioniere, die aus Santa Catarina stammten und deutsche Wurzeln hatten.
Ein wichtiges Datum für das Dorf war der erste, ökumenische Gottesdienst, der am 11. November 1953 unter der Leitung von Pfarrer Muller stattfand. 1954 besuchte der katholische Bischof das Dorf.

### Erhebung zum Munizip
Maripá wurde durch das Staatsgesetz Nr. 9.226/90 vom 17. April 1990 aus Palotina ausgegliedert und in den Rang eines Munizips erhoben. Es wurde am 18. Januar 1993 als Munizip installiert.

## Geografie

### Fläche und Lage
Maripá liegt auf dem Terceiro Planalto Paranaense (der Dritten oder Guarapuava-Hochebene von Paraná). Seine Fläche beträgt 284 km². Es liegt auf einer Höhe von 411 Metern.

### Vegetation
Das Biom von Maripá ist Mata Atlântica.

### Klima
Das Klima ist gemäßigt warm. Es werden hohe Niederschlagsmengen verzeichnet (1840 mm pro Jahr). Im Jahresdurchschnitt liegt die Temperatur bei 22,2 °C. Die Klimaklassifikation nach Köppen und Geiger lautet Cfa.

### Gewässer
Maripá liegt im Einzugsgebiet des Rio Paraná. Im Norden des Munizips entspringen die linken Piquiri-Nebenflüsse Rio Azul und Arroio Pioneiro.

### Straßen
Maripá ist über die PR-491 mit Marechal Cândido Rondon im Südwesten und Palotina im Norden verbunden.

### Nachbarmunizipien
|                 | Palotina                                    |                     |
| Nova Santa Rosa | Kompassrose, die auf Nachbargemeinden zeigt | Assis Chateaubriand |
|                 | Toledo                                      |                     |

## Stadtverwaltung
Bürgermeister: Rodrigo André Schanoski, PL (2021–2024)
Vizebürgermeisterin: Janaina Muller Geraldi, PP (2021–2024)

## Demografie

### Bevölkerungsentwicklung
| Jahr | Einwohner | Stadt | Land |
| ---- | --------- | ----- | ---- |
| 2000 | 5.889     | 51 %  | 49 % |
| 2010 | 5.684     | 57 %  | 43 % |
| 2022 | 6.555     |       |      |

Quelle: IBGE, bis 2010: Volkszählungen und Volkszählung 2022

### Ethnische Zusammensetzung
| Gruppe * | 2000    | 2010    | wer sich als …                                                                   |
| --- | ------- | ------- | -------------------------------------------------------------------------------- |
| Weiße | 93,6 %  | 86,5 %  | weiß bezeichnet                                                                  |
| Schwarze | 2,3 %   | 1,8 %   | schwarz bezeichnet                                                               |
| Gelbe | 0,0 %   | 0,1 %   | von fernöstlicher Herkunft wie japanisch, chinesisch, koreanisch etc. bezeichnet |
| Braune | 3,8 %   | 11,6 %  | braun oder als Mischung aus mehreren Gruppen bezeichnet                          |
| Indigene | 0,0 %   | 0,0 %   | Ureinwohner oder Indio bezeichnet                                                |
| ohne Angabe | 0,3 %   | 0,0 %   |                                                                                  |
| Gesamt | 100,0 % | 100,0 % |                                                                                  |
| *) Das IBGE verwendet für Volkszählungen ausschließlich diese fünf Gruppen. Es verzichtet bewusst auf Erläuterungen. Die Zugehörigkeit wird vom Einwohner selbst festgelegt. |         |         |                                                                                  |

Quelle: IBGE (Stand: 1991, 2000 und 2010)

## Wirtschaft

### Kennzahlen
Mit einem Bruttoinlandsprodukt pro Einwohner von 61.070,90 R$ (rund 13.600 €) lag Maripá 2019 an 20. Stelle der 399 Munizipien Paranás.
Sein hoher Index der menschlichen Entwicklung von 0,758 (2010) setzte es auf den 21. Platz der paranaischen Munizipien.